# Monogramma
Monogramma es un género de helechos con 28 especies descritas y  6 aceptadas, perteneciente a la familia Pteridaceae. Se encuentra en Madagascar y Sudeste de Asia.

## Taxonomía
Monogramma fue descrito por Comm. ex Schkuhr y publicado en Deutschland's kryptogamische Gewächse 1: 82. 1809. La especie tipo es: Monogramma graminea (Poir.) Schkuhr. 

## Especies
- Monogramma graminea (Poir.) Schkuhr
- Monogramma graminoides (Sw.) Baker
- Monogramma junghuhnii (Mett.) Hook.
- Monogramma myrtillifolia (Fée) Hook.
- Monogramma paradoxa (Fée) Bedd.
- Monogramma robusta (H. Christ) C. Chr.